# Jacques Jouet
Jacques Jouet (* 9. Oktober 1947 in Viry-Châtillon) ist ein französischer Schriftsteller, Essayist, Performer und bildender Künstler.

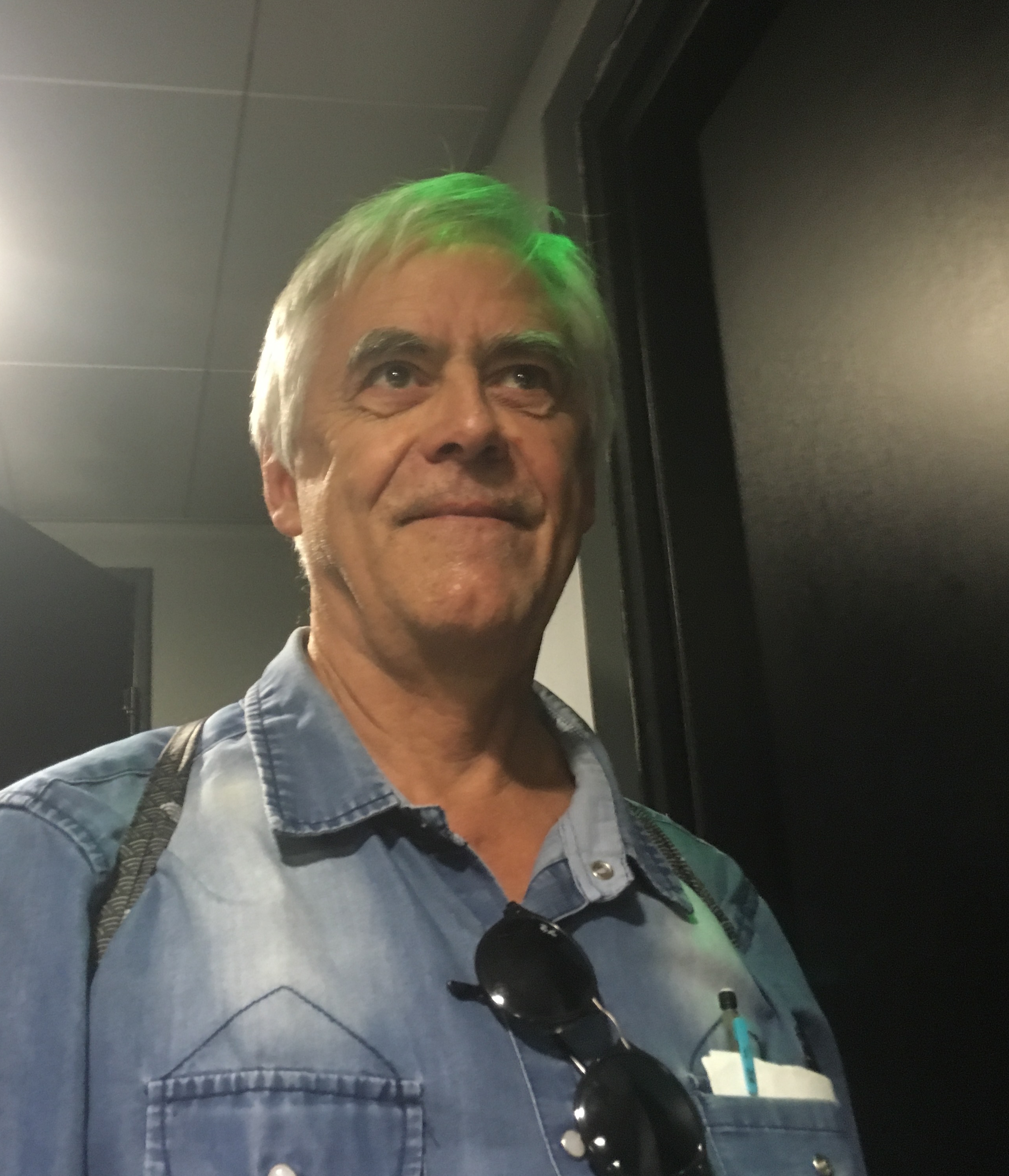
Jacques Jouet, 2016

## Leben und Schaffen
Nach einem 1968 abgebrochenen Literaturstudium arbeitete Jouet zuerst als Betreuer, dann als Leiter eines MJC-Jugendzentrums. Nachdem er 1978 an einem Schreibkurs von Paul Fournel, Georges Perec und Jacques Roubaud teilnommen hatte, kündigte er diese Anstellung, um Schriftsteller zu werden. 1977 debütiert er mit dem Gedichtband 14 réguliers comprenant leur désir, und 1978 erscheint sein erster Roman Guerre froide, mère froide. Seit 1983 ist er Mitglied der Werkstatt für Potentielle Literatur (OuLiPo), die mit formalen Einschränkungen (contraintes) Potentielle Literatur produziert.
Für seinen Gedichtzyklus „107 âmes“ (107 Seelen) von 1984 verwendete Jouet einen anonymen Fragebogen. Darin gaben die Befragten Auskunft über ihre soziale, berufliche und familiäre Situation. Die in ihren Antworten enthaltenen Formulierungen bilden das Wortmaterial der Gedichte. Auf diese Weise bewahrt Jouet die Individualität der präsentierten 107 Personen und zeigt zugleich ein Panorama der französischen Gesellschaft.
Seit Anfang der 1990 betreibt Jouet seine „expériences littéraires spatialisées“ (Experimente verräumlichter Literatur), bei denen er mit räumlichen, zeitlichen und gesellschaftlichen Contraintes arbeitet. Dazu zählt z. B. die „écriture mobile“, die er ab 1994 im oulipotischen Gedichtprojekt „Poème du Métro“ realisierte: Dabei folgte er u. a. am 18. April 1996 einer Route, die er mit Hilfe des Mathematikers Pierre Rosenstiehl geplant hatte: Jouet sollte auf der Fahrt durch die komplette Métro Paris so selten wie möglich umsteigen oder zu bereits besuchten Stationen zurückkehren müssen. Die während der Fahrzeit erdachten Verse mussten während der Haltezeit in den Stationen notiert werden. In 15,5 Stunden Fahrzeit schrieb er 490 Zeilen, die 1998 unter dem Titel Frise du metroparisien erschienen. Sie sind aus Zitaten mitgehörter Gespräche, Schlagzeilen, Beschreibungen der Passagiere sowie der U-Bahn-Geräuschen montiert, sind also „heteronom und polyphon – ihre Quellen entspringen dem Leben der städtischen Gemeinschaft“.
Seit 1992 arbeitet Jouet an seinem Projekt Le Poème du jour und schreibt täglich ein Gedicht. Die gesammelten Gedichte der ersten vier Jahre erschienen 1999 unter dem Titel Navet, linge, œil-de-vieux, die der folgenden Jahre als Du jour ont paru (2013) und Dos, pensée (poème), revenant (2019). Nach 15 Jahren waren es bereits 5.475 Gedichte. 2013 variierte er dieses Projekt zu Le poème adressé du jour bzw. Projet Poétique Planétaire, mit dem erklärten, wissentlich „unerreichbaren“ Ziel, jedem einzelnen Erdenbürger ein Gedicht zu schreiben und per Post zu schicken. Im Jahr 2023 waren bereits über 10.000 Gedichte zusammengekommen.
Im Jahr 2009 schrieb Jouet auf der Place de la Bataille-de-Stalingrad 5 Tage und 8 Stunden lang vor den Augen des Pariser Publikums an Agatha de Paris. Diese literarische Performance unter dem Motto Tentative d’épuisement d’un auteur  (dt. Versuch der Erschöpfung eines Autors) war eine Variation über Georges Perecs Tentative d’épuisement d’un Lieu parisien. Mit dieser „Ausstellung des arbeitenden Autors“ folgte Jouet seinem Ansatz, „die Literatur zu entzaubern und ihr den Status eines Handwerks zurückzugeben“ sowie ihre grundlegende Verflechtung mit dem öffentlichen Leben anzuerkennen. Die dabei entstandenen 32 Kapitel veröffentlichte er 2011 in Agatha de Mek-Ouyes.
Seit 2022 schreibt Jouet nach eigenen Angaben nur noch auf Deutsch, als weitere sprachliche Contrainte, die er sich und seinen Leser auferlegt.

## Würdigungen (Auswahl)
- 2009: Prix Max Jacob für MRM[13][14]
- 2018: Prix de la page 112 für La Dernière France[15]

## Werke (Auswahl)

### Romane und Erzählungen
- Guerre froide, mère froide. Villelongue-d'Aude: Atelier du Gué, 1978.
- Romillats. Ramsay, Paris 1986, ISBN 2-85956-535-3.
- Le Directeur du Musée des cadeaux des chefs d'État de l'étranger.[A 4] Paris: Le Seuil, 1993, ISBN 2-02-021334-6.
- La montagne R Paris: Le Seuil, 1996, ISBN 2-02-026443-9.
  - La montagna R. Ins Italienische von Fabio Vasari. Tarará, 1998, ISBN 88-86593-10-4.
  - Mountain R. Dalkey Archive Press, Ins Englische von Brian Evenson. Dallas 2004, ISBN 1-56478-330-8.
- La scène usurpée.* Monaco und Paris: Editions du Rocher, 1997, ISBN 2-268-02560-8.
  - Upstaged. Ins Englische übersetzt von Leland de La Durantaye. Dallas: Dalkey Archive Press, 2011, ISBN 978-1-56478-574-9.
- Fins.* Paris: P.O.L, 1999, ISBN 2-86744-726-7.
- Sauvage.* Paris: Autrement, 2001, ISBN 2-7467-0104-9.
  - Savage. Ins Englische übersetzt von Amber Shields. Dallas: Dalkey Archive Press, 2009, ISBN 978-1-56478-535-0.
  - Paul sălbaticul. Ins Rumänische übersetzt von Gabriela und Constantin Abaluta. Florești (Cluj): Limes, 2011, ISBN 978-973-726-567-8.
- Une réunion pour le nettoiement.* Paris: P.O.L, 2001, ISBN 2-86744-813-1.
- La République de Mek-Ouyes.* Paris: P.O.L, 2001, ISBN 2-86744-849-2.
  - Mek-Ouyes amoureux.* Paris: P.O.L, 2006, ISBN 2-84682-132-1.
  - Agatha de Mek-Ouyes.* Paris: P.O.L, 2011, ISBN 978-2-8180-1382-3.
- Mon bel autocar.* Paris: P.O.L, 2003, ISBN 2-86744-966-9.
  - My beautifus bus. Ins Englische von Eric Lamb, Dalkey Archive Press, 2012, ISBN 978-1-56478-799-6.
  - Mój piękny autobus. Lokator, Ins Polnische von Jacek Giszczak. Krakau 2013, ISBN 978-83-63056-05-6.
- L’Amour comme on l’apprend à l’école hôtelière.* Paris: P.O.L, 2006, ISBN 2-84682-159-3.
- Une mauvaise maire.* Paris: P.O.L, 2007, ISBN 978-2-84682-210-7.
- Bodo. Paris: P.O.L: 2009, ISBN 978-2-84682-337-1.
- Jules et autres républiques. P.O.L, Paris 2011, ISBN 978-2-84682-007-3.
- Cris de mes chats, le dimanche.* Krimi in der Reihe Le Poulpe (Nr. 276), Paris: Baleine, 2011, ISBN 978-2-84219-498-7.
- La Seule Fois de l'amour.* Paris: P.O.L, 2012, ISBN 978-2-8180-1474-5.
- Un dernier mensonge.* Paris: P.O.L, 2013, ISBN 978-2-8180-1740-1.
- Le Cocommuniste.* Paris, P.O.L, 2014, ISBN 978-2-8180-1999-3.
- La Dernière France. P.O.L, Paris 2018, ISBN 978-2-8180-3834-5.
- Deux courts romans de dames : Valentine expliquée et Madame Greuse. P.O.L, Paris 2024, ISBN 978-2-8180-6058-2.

### Lyrik
- 14 réguliers comprenant leur désir. Paris, Éditions Saint-Germain-des-Prés, 1977, ISBN 2-243-00676-6.
- Les poèmes du jour:
  - Navet, linge, œil-de-vieux. P.O.L, Paris 1998, ISBN 2-86744-668-6.
  - Du jour. P.O.L, Paris 2013, ISBN 978-2-8180-1973-3.
  - Dos, pensée (poème), revenant, Paris: P.O.L, 2019, ISBN 978-2-8180-4801-6.
- Poèmes de métro. P.O.L, Paris 2000, ISBN 2-86744-804-2.
- Poèmes avec partenaires. P.O.L, Paris 2002, ISBN 2-86744-894-8.
- Cantates de proximité : scènes et portraits de groupes. P.O.L, Paris 2005, ISBN 2-84682-072-4.
- MRM. P.O.L, Paris 2008, ISBN 978-2-84682-280-0.
- L'Histoire poèmes. P.O.L, Paris 2010, ISBN 978-2-8180-0653-5.
- Dieu est entre guillemets. Caen, Nous, coll. Antiphilosophique, 2024, ISBN 978-2-37084-135-3.

### Theaterstücke
- Vanghel : Théâtre IV. P.O.L, Paris 2003, ISBN 2-86744-895-6.
- Annette entre deux pays. Editions de L'Amandier, 2011, ISBN 978-2-35516-136-0.
- Le théâtre simple. Vroum, Rennes 2023, ISBN 978-2-493-00808-4.

#### Aufführungen
- Concerto en potager majeur. Christian Girault, Regie (2022).[16]
- Entreprise. Anne-Laure Liégeois, Regie (2020).[16]
- Une ronde militante. Gérard Lorcy, Regie (2011).[16]
- Entretiens d'embauche. Grégoire Ingold, Regie (2011).[16]
- Boucle d'or et les 33 variations. Anne Bitran, Regie (2010).[16]
- Annette entre deux pays. Jehanne Carillon und Jacques Jouet, Regie (2009).[17]
- Mitterrand et Sankara. Regie: Jean-Louis Martinelli. Nanterre: Théâtre des Amandiers (2008).[18]
- Vanghel. Regie: Sophie Guibard. Paris: Le Funambule Montmartre (2008).[18]
- La République de Mek Ouyes. Regie: Jean-Louis Martinelli. Nanterre: Théâtre des Amandiers (2006).[18]
- La scène est sur la scène. Grégoire Ingold, Regie (2005).[16]
- La Chatte bottée. Catherine Dasté, Regie (2002).[17]
- L'Amour au travail. Jacques Jouet, Regie (2001).[17]

### Künstlerbücher
- Rendez-vous dans ma rue. Passage piétons, Paris 2001, ISBN 2-913413-11-0.
- Aération du prolétaire.* Mit Photos von Louise Oligny. Douchy-les-Mines: CRP, 2004, ISBN 2-904538-75-5.
- Un énorme exercice. art&fiction, Mit Tito Honegger. Lausanne 2008, ISBN 978-2-940377-18-3.
- Portraits Mosnériens. Éditions Virgile, Mit Ricardo Mosner. Fontaine 2008, ISBN 978-2-914481-60-1.
- Montagneaux. art&fiction, Lausanne, Mit Tito Honegger. Lausanne 2012, ISBN 978-2-940377-55-8.
- Paysages Confinés. 50 entrées de dictionnaire. Zu Acryl-Scherenschnitten von François Michaud (2020).[19]

### Essays und Sachbücher
- A bouche que veux-tu. Le corps dans les expressions de la langue française. Larousse, Paris 2004, ISBN 2-03-532276-6.
- Hoptitoh : Tito Honegger, Objets 1991–2003. Mit Françoise Ninghetto, Genf: Quiquandquoi, 2004, ISBN 2-940360-12-X.
- „With (and Without) Constraints“. Mit Roxanne Lapidus, in: SubStance Ausgabe 96, Band 30, Number 3, University of Wisconsin Press, 2001, ISSN 1527-2095 (S. 4–16).
- Raymond Queneau. La Manufacture, Lyon 1988, ISBN 2-7377-0190-2.

### Diverse olipotische Texte
- La Bibliothèque de Poitiers. Textes commandés à l'occasion de la manifestation "Écrivains présents", Poitiers, 16–21 novembre 1998, mit Michelle Grangaud und Jacques Roubaud. Presses Universitaires de Rennes, 1999, ISBN 2-911044-57-6.

- Hefte in Kleinauflage von La Bibliothèque Oulipienne:[20]

- L’Éclipse. Nr. 28 (1985).
- L’oulipien démasqué. Nr. 2 (1990).
- Espions. Nr. 44 (1990).
- Les Sept règles de Perec. Nr. 52 (1990).
- Glose de la Comtesse de Die et de Didon. Nr. 56 (1992).
- [e]. Mit Jacques Roubaud, Nr. 64 (1993).
- Monostication de La Fontaine. Nr. 72 (1995).
- Une chambre close. Nr. 78 (1996).
- Exercices de la mémoire. Nr. 82 (1996).
- 99 Exercices de la mémoire. Nr. 82 (1996).
- Pauline (polyne). Nr. 93 (1997).
- Frise du métro parisien. Mit Pierre Rosenstiehl, Nr. 97 (1998).
- La Redonde. Nr. 107 (1999).
- Hinterreise et autres histoires retournées. Nr. 108 (1999).
- Pas de deux. Comédrame booléen. Mit Olivier Salon, Nr. 120 (2002).
- Vies longues. Nr. 124 (2003).
- Si par une nuit un voyage d’hiver. Unter dem Pseudonym Mikhaïl Gorliouk, Nr. 129 (2003).
- Petites boîtes, sonnets minces et autres rigueurs. Nr. 134 (2004).
- Du monostique. Nr. 135 (2004).
- Danaé (trentine). Nr. 143 (2006).
- Chronopoèmes. Mit Frédéric Forte und Jacques Roubaud, Nr. 157 (2007).
- Du W., de Cortazar et de la Li Po. Nr. 162 (2007).
- Le voyage du Grand Verre. Nr. 162 (2007).
- Rumination des divergences. Nr. 172 (2008).
- Un train traverse le jour. Nr. 178 (2009).
- Le Paris de Caradec. Nr. 186 (2010).
- Rumination du dialogue. Nr. 189 (2010).
- Cabinets de curiosité. Mit Frédéric Forte, Ian Monk, Paul Fournel und Olivier Salon, Nr. 202 (2014).
- Ruminations de l’atelier oulipien, de l’improvisation et du potentiel. Nr. 203 (2014).
- Je me souvins. Nr. 205 (2014).
- Autre couture. Mit Ian Monk, Paul Fournel, Frédéric Forte, Jacques Jouet und Olivier Salon, Nr. 207 (2015).
- Le Voyage d'enfer. Unter dem Pseudonym Hugo Vernier, Nr. 200 (2012).
- Récapituls, grands et petits. Nr. 224 (2015).
- Distiques Jiǎnpǔ. Mit Frédéric Forte, Nr. 237 (2019).